# Exatlón México: “La Nueva Era”
Exatlón México es un programa de TV Azteca basado en el formato original de Turquía, es grabado en playas de República Dominicana y producido por TV Azteca. La séptima temporada se estrenó el 6 de noviembre de 2023, teniendo como anfitrión al conductor deportivo Antonio Rosique. Esta temporada lleva por título Exatlón México: “La Nueva Era”. 
Contará inicialmente con 12 participantes, divididos en dos equipos de 6 integrantes: los Rojos, representados por campeones y leyendas de este equipo; y los Azules, representados también por campeones y leyendas de este equipo. Posteriormente ambos equipos se completarán con 4 integrantes cada uno, que van por primera vez a las tierras del Exatlón, para así completar 20 concursantes, 10 por cada equipo. Los concursantes deben competir en diversos circuitos de pruebas físicas y mentales para ganar el premio de 1 millón de pesos para cada ganador.

## Participantes
| Lugar General | Nombre                                          | Edad | Ocupación       | Equipo Original | Etapa Individual | Medallas                       | Resultado                        | Efectividad Final |
| ------------- | ----------------------------------------------- | ---- | --------------- | --------------- | ---------------- | ------------------------------ | -------------------------------- | ----------------- |
| 01°           | Patricio "Pato" Araujo Colima, Colima           | 35   | Fútbol          | Rojos           | Exatlón México   | 4                              | Campeón 10 - Mar - 2024          | 58.29%            |
| 01°           | Mati Álvarez Puebla, Puebla                     | 27   | Atletismo       | Rojos           | Exatlón México   | 6                              | Campeona 10 - Mar - 2024         | 80.64%            |
| 02°           | Andrés Fierro Chihuahua                         | 22   | Parkour         | Azules          | Exatlón México   | 4+2(SM)                        | Subcampeón 10 - Mar - 2024       | 57.83%            |
| 02°           | Liliana Hernández Chihuahua                     | 32   | Atletismo       | Azules          | Exatlón México   | 1                              | Subcampeona 10 - Mar - 2024      | 43.97%            |
| 03°           | Heliud Pulido Tuxpan, Veracruz                  | 28   | Canotaje        | Rojos           | Exatlón México   | 2+1(SM)                        | Semifinalista 10 - Mar - 2024    | 55.86%            |
| 03°           | Paulette Gallardo Baja California               | 31   | Fútbol          | Rojos           | Exatlón México   | 3                              | Semifinalista 10 - Mar - 2024    | 51.83%            |
| 04°           | Javier Márquez Guadalajara, Jalisco             | 32   | Funcional       | Azules          | Exatlón México   | 4                              | Cuarto Finalista 07 - Mar - 2024 | 54.77%            |
| 04°           | Andrea Medina Jalisco                           | 30   | Baloncesto      | Azules          | Exatlón México   | 4                              | Cuarta Finalista 06 - Mar - 2024 | 49.67%            |
| 09°           | Daniel Corral Baja California                   | 33   | Gimnasia        | Rojos           |                  | 1                              | 18.º Eliminado 03 - Mar - 2024   | 49.22%            |
| 10°           | David Juárez Mérida, Yucatán                    | 26   | Gimnasia        | Azules          | 1                | 17.º Eliminado 25 - Feb - 2024 | 52.91%                           |                   |
| 11°           | Amancay "Macky" González Puebla, Puebla         | 34   | Atletismo       | Azules          | 0                | 16.º Eliminada 18 - Feb - 2024 | 36.17%                           |                   |
| 12°           | Ana Lago Monterrey, Nuevo León                  | 28   | Gimnasia        | Rojos           | 0                | 15.º Eliminada 12 - Feb - 2024 | 45.93%                           |                   |
| 13°           | Javier Cortés Chihuahua                         | 34   | Fútbol          | Azules          | 1                | 14.º Eliminado 4 - Feb - 2024  | 36.36%                           |                   |
| 14°           | Heber Gallegos Ojinaga, Chihuahua               | 31   | Velocista       | Rojos           | 0                | 13.º Eliminado 28 - Ene - 2024 | 42.70%                           |                   |
| 15º           | Ilianovich “Nano” Chalo                         | 41   | Artes marciales | Azules          | 0                | 12.º Eliminado 21 - Ene - 2024 | 13.33%                           |                   |
| 16°           | Gloria Murillo San Luis Potosí, San Luis Potosí | 28   | Atletismo       | Rojos           | 0                | 11.º Eliminada 14 - Ene - 2024 | 12.00%                           |                   |
| 17º           | Lizli Patiño Nuevo León Monterrey               | 26   | Waterpolo       | Azules          | 1                | 10° Eliminada 12 - Ene - 2024  | 35.00%                           |                   |
| 18°           | Edgar “Tepa” Solís Guadalajara Jalisco          | 36   | Fútbol          | Rojos           | 0                | 9.º Eliminado 07 - Ene - 2024  | 32.35%                           |                   |
| 19°           | Daniela Reza Chihuahua, Chihuahua               | 23   | Futbol          | Rojos           | 0                | 8.º Eliminada 31 - Dic - 2023  | 28.00%                           |                   |
| 20°           | Diana Laura Núñez Coahuila                      | 29   | Frontenis       | Rojos           | 0                | 7° Eliminada 20 - Dic - 2023   | 28.57%                           |                   |
| 21°           | Giovana Villegas Jalisco                        | 27   | Soldado         | Azules          | 0                | 6.º Eliminada 17 - Dic - 2023  | 20.75%                           |                   |
| 22°           | Luis Alejandro “Jawy” Méndez Jalisco            | 34   | MMA             | Azules          | 0                | 5.º Eliminado 10 - Dic - 2023  | 21.15%                           |                   |
| 23°           | Nataly Gutiérrez Guadalajara, Jalisco           | 30   | Baloncesto      | Rojos           | 0                | 4° Eliminada 08 - Dic - 2023   | 62.50%                           |                   |
| 24°           | Diego Balleza Monterrey, Nuevo León             | 28   | Clavados        | Rojos           | 0                | 3.º Eliminado 03 - Dic - 2023  | 40.00%                           |                   |
| 25°           | Mireya Bianchi Jalisco                          | 31   | Hockey          | Azules          | 0                | 2.º Eliminada 26 - Nov - 2023  | 27.27%                           |                   |
| 26°           | Ernesto Cázares Coatzacoalcos, Veracruz         | 24   | Parkour         | Azules          | 0                | 1.º Eliminado 19 - Nov - 2023  | 44.44%                           |                   |

• En el capítulo 19 David Juárez se integra como refuerzo al Equipo Azul.
• En el capítulo 25 Lizli Patiño se integra como refuerzo al Equipo Azul.
• En el capítulo 29 Nataly Gutiérrez abandona el Exatlón por motivos personales.
• En el capítulo 31 Heber Gallegos se integra como refuerzo al Equipo Rojo.
• En el capítulo 37 Daniela Reza se integra al Equipo Rojo como reemplazo de Nataly Gutiérrez.
• En el capítulo 39 Diana Núñez abandona el Exatlón por lesión.
• En el capítulo 50 Ilianovich Nano se integra como refuerzo al Equipo Azul.
• En el capítulo 51 Gloria Murillo se integra como refuerzo al Equipo Rojo.
•En el capítulo 59 lizli Patiño abandona el Exatlón por lesión.

## Competencias

### Circuitos (Prueba Diaria)
Actualizado Programa 102
| Programa | Ganador | Marcador | Premio               | Circuito         |
| -------- | ------- | -------- | -------------------- | ---------------- |
| 1        | Rojos   | 7 - 4    | Villa 360°           | Circo            |
| 2        | Rojos   | 7 - 5    | Ventaja              |                  |
| 3        | Azules  | 7 - 4    | Batalla Colosal      |                  |
| 4        | Rojos   | 7 - 4    | Villa 360°           | Mina             |
| 5        | Rojos   | 10 - 5   | Supervivencia        | Mar              |
| 6        | Rojos   | 10 - 7   | Supervivencia        | Acuático         |
| 7        | Azules  | 3 - 1    | Ventaja              | Piscina Olímpica |
| 7        | Rojos   | 7 - 4    | Villa 360°           | Piscina Olímpica |
| 8        | Azules  | 7 - 5    | Duelo de los Enigmas | Fuerza           |
| 9        | Rojos   | 7 - 4    | Batalla Colosal      | Post - Apocolyps |
| 10       | Azules  | 7 - 3    | Villa 360°           | Contenedores     |
| 11       | Rojos   | 10 - 9   | Supervivencia        | Submarino        |
| 12       | Rojos   | 10 - 6   | Supervivencia        | Acuático         |
| 13       | Azules  | 3 - 2    | Ventaja              | Fuerza           |
| 13       | Rojos   | 7 - 5    | Villa 360°           | Pixelado         |
| 14       | Azules  | 7 - 2    | Batalla Colosal      | Caja Negra       |
| 15       | Rojos   | 7 - 5    | Duelo de los Enigmas | Circo            |
| 16       | Rojos   | 7 - 6    | Villa 360°           | Piscina Olímpica |
| 17       | Rojos   | 10 - 6   | Supervivencia        | Mina             |
| 18       | Rojos   | 10 - 5   | Supervivencia        | Lodo             |
| 19       | Rojos   | 7 - 4    | Villa 360°           | Submarino        |
| 20       | Azules  | 7 - 5    | Duelo de los Enigmas | Contenedores     |
| 21       | Azules  | 7 - 3    | Batalla Colosal      | Pixelado         |
| 22       | Azules  | 7 - 6    | Villa 360°           | Post - Apocolyps |
| 23       | Rojos   | 10 - 9   | Supervivencia        | Acuático         |
| 24       | Azules  | 10 - 7   | Supervivencia        | Deshuesadero     |
| 24       | Rojos   | 3 - 0    | Supervivencia        | Deshuesadero     |
| 25       | Rojos   | 7 - 3    | Villa 360°           | Circo            |
| 26       | Rojos   | 7 - 4    | Duelo de Los Enigmas | Fuerza           |
| 27       | Rojos   | 7 - 3    | Batalla Colosal      | Contenedores     |
| 28       | Rojos   | 7 - 4    | Villa 360°           | Post - Apocolyps |
| 29       | Rojos   | 10 - 6   | Supervivencia        | Mina             |
| 30       | Rojos   | 10 - 6   | Supervivencia        | Acuático         |
| 31       | Rojos   | 7 - 6    | Villa 360°           | Piscina Olímpica |
| 32       | Azules  | 7 - 4    | Duelo de Los Enigmas | Submarino        |
| 33       | Rojos   | 7 - 4    | Batalla Colosal      | Pixelado         |
| 34       | Rojos   | 7 - 5    | Villa 360°           | Lodo             |
| 35       | Rojos   | 10 - 5   | Supervivencia        | Circo            |
| 36       | Rojos   | 10 - 8   | Supervivencia        | Mar              |
| 37       | Rojos   | 7 - 6    | Villa 360°           | Pixelado         |
| 38       | Rojos   | 3 - 0    | Ventaja              | Centrifugado     |
| 38       | Azules  | 7 - 3    | Duelo de Los Enigmas | Piscina Olímpica |
| 39       | Azules  | 7 - 5    | Batalla Colosal      | Mina             |
| 40       | Rojos   | 7 - 3    | Villa 360°           | Lodo             |
| 41       | Rojos   | 12 - 10  | Por la Navidad       | Caja Negra       |
| 42       | Azules  | 12 - 8   | Por la Navidad       | Contenedores     |
| 42       | Azules  | 3 - 1    | Por la Navidad       | Contenedores     |
| 43       | Azules  | 7 - 6    | 5000 Exa-Points      | Exa-Arena        |
| 43       | Rojos   | 7 - 2    | Villa 360°           | Piscina Olímpica |
| 44       | Rojos   | 7 - 1    | Duelo de los Enigmas | Acuático         |
| 45       | Azules  | 7 - 4    | Batalla Colosal      | Circo            |
| 46       | Azules  | 7 - 5    | Villa 360°           | Lodo             |
| 47       | Azules  | 10 - 2   | Supervivencia        | Submarino        |
| 48       | Azules  | 10 - 5   | Supervivencia        | Centrifugado     |
| 49       | Rojos   | 7 - 3    | Villa 360°           | Post - Apocolyps |
| 50       | Rojos   | 5 - 2    | Bolsa de Ventajas    | Velocidad        |
| 50       | Rojos   | 7 - 6    | Duelo de los Enigmas | Mina             |
| 51       | Azules  | 7 - 5    | Batalla Colosal      | Pixelado         |
| 52       | Azules  | 7 - 5    | Villa 360°           | Acuático         |
| 53       | Rojos   | 10 - 9   | Supervivencia        | Circo            |
| 54       | Azules  | 10 - 7   | Supervivencia        | Lodo             |
| 54       | Azules  | 3 - 2    | Supervivencia        | Lodo             |
| 55       | Rojos   | 5 - 2    | Bolsa de Ventajas    | Hierro           |
| 55       | Azules  | 7 - 6    | Villa 360°           | Submarino        |
| 56       | Azules  | 7 - 2    | Duelo de los Enigmas | Contenedores     |
| 57       | Rojos   | 8 - 7    | Batalla Colosal      | Circo            |
| 58       | Rojos   | 8 - 5    | Villa 360°           | Lodo             |
| 59       | Rojos   | 10 - 3   | Supervivencia        | Deshuesadero     |
| 60       | Azules  | 10 - 2   | Supervivencia        | Fuerza           |
| 60       | Azules  | 3 - 1    | Supervivencia        | Fuerza           |
| 61       | Rojos   | 5 - 3    | Bolsa de Ventajas    | Acuático         |
| 61       | Rojos   | 8 - 5    | Villa 360°           | Pixelado         |
| 62       | Rojos   | 8 - 5    | Batalla Colosal      | Post - Apocolyps |
| 63       | Rojos   | 8 - 2    | Duelo de los Enigmas | Mina             |
| 64       | Rojos   | 10 - 5   | Villa 360°           | Lodo             |
| 65       | Rojos   | 10 - 2   | Supervivencia        | City             |
| 66       | Azules  | 10 - 8   | Supervivencia        | Fuerza           |
| 66       | Azules  | 3 - 2    | Supervivencia        | Fuerza           |
| 67       | Azules  | 5 - 2    | Bolsa de Ventajas    | Hierro           |
| 67       | Rojos   | 8 - 3    | Villa 360°           | Piscina Olímpica |
| 68       | Rojos   | 7 - 5    | 5000 Exa-Points      | Exa-Arena        |
| 68       | Rojos   | 8 - 4    | Duelo de los Enigmas | Submarino        |
| 69       | Rojos   | 8 - 2    | Batalla Colosal      | Lodo             |
| 70       | Rojos   | 8 - 6    | Villa 360°           | Acuático         |
| 71       | Rojos   | 10 - 6   | Supervivencia        | Circo            |
| 72       | Azules  | 10 - 7   | Supervivencia        | Deshuesadero     |
| 73       | Rojos   | 5 - 3    | Bolsa de Ventajas    | Contenedores     |
| 73       | Rojos   | 8 - 5    | Villa 360°           | Contenedores     |
| 74       | Rojos   | 5 - 3    | 5000 Exa-Points      | Hierro           |
| 74       | Rojos   | 8 - 5    | Duelo de Los Enigmas | Submarino        |
| 75       | Azules  | 8 - 6    | Batalla Colosal      | Pixelado         |
| 76       | Azules  | 8 - 6    | Villa 360°           | Fuerza           |
| 77       | Rojos   | 10 - 4   | Supervivencia        | Post - Apocolyps |
| 78       | Rojos   | 10 - 5   | Supervivencia        | Centrifugado     |
| 79       | Rojos   | 8 - 7    | Villa 360°           | Deshuesadero     |
| 80       | Rojos   | 5 - 1    | 7500 Exa-Points      | Velocidad        |
| 80       | Rojos   | 8 - 7    | Duelo de los Enigmas | Mina             |
| 81       | Azules  | 8 - 7    | Batalla Colosal      | Contenedores     |
| 82       | Rojos   | 8 - 6    | Villa 360°           | Fuerza           |
| 83       | Rojos   | 10 - 5   | Supervivencia        | Submarino        |
| 84       | Azules  | 10 - 7   | Supervivencia        | Centrifugado     |
| 85       | Azules  | 8 - 5    | Villa 360°           | Lodo             |
| 86       | Rojos   | 10 - 6   | Batalla Colosal      | Pixelado         |
| 87       | Rojos   | 8 - 2    | Duelo de los Enigmas | Piscina Olímpica |
| 88       | Rojos   | 8 - 1    | Villa 360°           | Fuerza           |
| 89       | Rojos   | 10 - 9   | Supervivencia        | Circo            |
| 90       | Rojos   | 10 - 9   | Supervivencia        | Centrifugado     |
| 91       | Rojos   | 5 - 2    | Bolsa de Ventajas    | Acuático         |
| 91       | Rojos   | 8 - 7    | Villa 360°           | Contenedores     |
| 92       | Azules  | 10 - 9   | Duelo de los Enigmas | Hierro           |
| 93       | Rojos   | 8 - 4    | Batalla Colosal      | Post - Apocolyps |
| 94       | Rojos   | 8 - 7    | Villa 360°           | Submarino        |
| 95       | Rojos   | 10 - 4   | Supervivencia        | Piscina Olímpica |
| 96       | Rojos   | 10 - 6   | Supervivencia        | Fuerza           |
| 97       | Rojos   | 5 - 1    | Bolsa de Ventajas    | Hierro           |
| 97       | Azules  | 8 - 1    | Villa 360°           | Caja Negra       |
| 98       | Azules  | 8 - 7    | Batalla Colosal      | Lodo             |
| 99       | Azules  | 8 - 4    | Duelo de los Enigmas | Mina             |
| 100      | Rojos   | 8 - 6    | Villa 360°           | Post - Apocolyps |
| 101      | Rojos   | 10 - 7   | Supervivencia        | Acuático         |
| 102      | Azules  | 10 - 2   | Supervivencia        | Centrifugado     |

#### Puntos Totales Circuito
Actualizado Programa 102
| Equipo | Circuitos Ganados | Total de Puntos |
| ------ | ----------------- | --------------- |
| Rojos  | 79                | 808             |
| Azules | 42                | 681             |

### Juego Por La Villa 360°
Este es un juego que se realiza una o dos veces por semana. En él se disputa la fortaleza que cuenta con todas las comodidades como camas, comida, piscina y habitaciones individuales para poder sobrevivir a las pruebas del Extalón y se asigna al equipo ganador mientras que el equipo perdedor es enviado a la cabaña, que sólo cuenta con cuatro paredes y colchas para dormir sin ninguna comodidad.
| Programa | Equipo Ganador | Equipo Perdedor | Marcador |
| -------- | -------------- | --------------- | -------- |
| 1        | Rojos          | Azules          | 7 - 4    |
| 4        | Rojos          | Azules          | 7 - 4    |
| 7        | Rojos          | Azules          | 7 - 4    |
| 10       | Azules         | Rojos           | 7 - 3    |
| 13       | Rojos          | Azules          | 7 - 5    |
| 16       | Rojos          | Azules          | 7 - 6    |
| 19       | Rojos          | Azules          | 7 - 4    |
| 22       | Azules         | Rojos           | 7 - 6    |
| 25       | Rojos          | Azules          | 7 - 3    |
| 28       | Rojos          | Azules          | 7 - 4    |
| 31       | Rojos          | Azules          | 7 - 6    |
| 34       | Rojos          | Azules          | 7 - 5    |
| 37       | Rojos          | Azules          | 7 - 6    |
| 40       | Rojos          | Azules          | 7 - 3    |
| 46       | Azules         | Rojos           | 7 - 5    |
| 49       | Rojos          | Azules          | 7 - 3    |
| 52       | Azules         | Rojos           | 7 - 5    |
| 55       | Azules         | Rojos           | 7 - 6    |
| 58       | Rojos          | Azules          | 8 - 5    |
| 61       | Rojos          | Azules          | 8 - 5    |
| 64       | Rojos          | Azules          | 10 - 5   |
| 67       | Rojos          | Azules          | 8 - 3    |
| 70       | Rojos          | Azules          | 8 - 6    |
| 73       | Rojos          | Azules          | 8 - 5    |
| 76       | Azules         | Rojos           | 8 - 6    |
| 79       | Rojos          | Azules          | 8 - 7    |
| 82       | Rojos          | Azules          | 8 - 6    |
| 85       | Azules         | Rojos           | 8 - 5    |
| 88       | Rojos          | Azules          | 8 - 1    |
| 91       | Rojos          | Azules          | 8 - 7    |
| 94       | Rojos          | Azules          | 8 - 7    |
| 97       | Azules         | Rojos           | 8 - 1    |
| 100      | Rojos          | Azules          | 8 - 6    |

### Batalla Colosal
Este es un juego que se realiza una vez por semana. En él se disputa un premio que bien puede ser material, de relajación, diversión, salidas fuera de las arenas del Exatlón etc.  
| Programa | Equipo ganador | Equipo perdedor | Marcador | Recompensa                |
| -------- | -------------- | --------------- | -------- | ------------------------- |
| 3        | Azules         | Rojos           | 7 - 4    | Fiesta                    |
| 9        | Rojos          | Azules          | 7 - 4    | Feria                     |
| 14       | Azules         | Rojos           | 7 - 2    | Lanzamiento en Paracaídas |
| 21       | Azules         | Rojos           | 7 - 3    | Paseo en Yate             |
| 27       | Rojos          | Azules          | 7 - 3    | Jet Ski, buceo y cena     |
| 33       | Rojos          | Azules          | 7 - 4    | Vuelo en Helicóptero      |
| 39       | Azules         | Rojos           | 7 - 4    | Autobús Fiesta            |
| 45       | Azules         | Rojos           | 7 - 4    | Parque de Aventuras       |
| 51       | Azules         | Rojos           | 7 - 5    | Televisores               |
| 57       | Rojos          | Azules          | 8 - 7    | Parque Acuático           |
| 62       | Rojos          | Azules          | 8 - 5    | Discoteca en Punta Cana   |
| 69       | Rojos          | Azules          | 8 - 2    | Ir a Juego de Baseball    |
| 75       | Azules         | Rojos           | 8 - 6    | Montar Gocars             |
| 81       | Azules         | Rojos           | 8 - 7    | Día de Shopping           |
| 86       | Rojos          | Azules          | 10 - 6   | Viaje a Londres           |
| 93       | Rojos          | Azules          | 8 - 4    | Discoteca en Punta Cana   |
| 98       | Azules         | Rojos           | 8 - 7    | Motos                     |

### Batalla Colosal Individual
| Semana | Programa | Mujer ganadora | Hombre gandor  | Recompensa | Circuito |
| ------ | -------- | -------------- | -------------- | ---------- | -------- |
| 17     | 98       | Andrea Medina  | Javier Márquez | Motos      | Lodo     |
| 18     | 105      | Mati Alvarez   | Heliud Pulido  | Carros     | Fuerza   |

### Duelo de los Enigmas
Este es un juego que se realiza una vez por semana. En él se disputa un premio o beneficio material. Una vez alguno de los 2 equipos haya ganado el circuito, se enfrenta a la elección de 1 de las 3 Estrellas, dicha elección es individual. El beneficio que esconde la estrella escogida será de los atletas. 
| Programa | Equipo ganador | Equipo perdedor | Marcador | Recompensa                                                     |
| -------- | -------------- | --------------- | -------- | -------------------------------------------------------------- |
| 8        | Azules         | Rojos           | 7 - 5    | Calcetines de Navidad, reloj inteligente, audífonos            |
| 15       | Rojos          | Azules          | 7 - 5    | Botas Robots, Lentes Digitales, Mini Espejo                    |
| 20       | Azules         | Rojos           | 7 - 5    | Mini Batidora, Kit de Surf, Saco de Boxeo                      |
| 26       | Rojos          | Azules          | 7 - 4    | 2 Noche en Tulum, Bicicleta eléctrica, Llaveros                |
| 32       | Azules         | Rojos           | 7 - 4    | Molde de Hockey, Propulsor Acuático, Celular plegable          |
| 38       | Azules         | Rojos           | 7 - 3    | Gorro Secador, Pantalla Inflable, Laptop                       |
| 44       | Rojos          | Azules          | 7 - 1    | Proyector Portátil, Gafas de Realidad Virtual, Pistola de agua |
| 50       | Rojos          | Azules          | 7 - 6    | Pantalla Inteligente, Cine en Casa, Flauta                     |
| 56       | Azules         | Rojos           | 7 - 2    | Motoneta, Patín Eléctrico, Carro de Juguete                    |
| 63       | Rojos          | Azules          | 8 - 2    | Celular, Cámara y Rompecabezas                                 |
| 68       | Rojos          | Azules          | 8 - 4    | Drone, Freidora de Aire, Juego de agua con pelota              |
| 74       | Rojos          | Azules          | 8 - 5    | Tableta, Aspiradora, Cubo de rubik                             |
| 80       | Rojos          | Azules          | 8 - 7    | Consola Videojuegos, Asistente Robot, Bate y pelota            |
| 87       | Rojos          | Azules          | 8 - 2    | Elementos Pádel Surf, Sillón Masajeador, Almohada de viaje     |
| 92       | Azules         | Rojos           | 10 - 9   | Cactus parlante, Bicicletas de gym, Tickets fórmula 1          |
| 99       | Azules         | Rojos           | 8 - 4    | Computadora, Audífonos y Ventilador de cuello                  |

### Duelo de Los Enigmas Individual
| Semana | Programa | Mujer ganadora | Hombre gandor | Recompensa                                           | Circuito     |
| ------ | -------- | -------------- | ------------- | ---------------------------------------------------- | ------------ |
| 18     | 106      | Mati Alvarez   | Pato Araujo   | Scoter Eléctrico, Espejo Inteligente y Walkie-talkie | Centrifugado |

### Juego por la Ventaja
En este juego ambos equipos se enfrentan para obtener una poderosa ventaja que le servirá para alguna de las competencias de la semana en la que se disputa 
| Programa | Equipo ganador | Equipo perdedor | Marcador | Ventaja                                        |
| -------- | -------------- | --------------- | -------- | ---------------------------------------------- |
| 2        | Rojos          | Azules          | 7 - 5    | Escoger Integrantes Primero                    |
| 7        | Azules         | Rojos           | 3 - 1    | Bloquear a 1 rival                             |
| 13       | Azules         | Rojos           | 3 - 2    | +1 proyectil 2 atletas                         |
| 38       | Rojos          | Azules          | 3 - 0    | +1 proyectil 2 atletas                         |
| 50       | Rojos          | Azules          | 5 - 2    | Repetir Carrera, +1 Vida, +1 proyectil, +5 seg |
| 55       | Rojos          | Azules          | 5 - 2    | Repetir Carrera, +1 Vida, +1 proyectil, +5 seg |
| 61       | Rojos          | Azules          | 5 - 3    | Repetir Carrera, +1 Vida, +1 proyectil, +5 seg |
| 67       | Azules         | Rojos           | 5 - 2    | Repetir Carrera, +1 Vida, +1 proyectil, +5 seg |
| 73       | Rojos          | Azules          | 5 - 3    | Repetir Carrera, +1 Vida, +1 proyectil, +5 seg |
| 91       | Rojos          | Azules          | 5 - 2    | Repetir Carrera, +1 Vida, +1 proyectil, +5 seg |
| 97       | Rojos          | Azules          | 5 - 1    | Repetir Carrera, +1 Vida, +1 proyectil, +5 seg |

### Juego Por el Porcentaje
Este es un juego que consiste en enfrentamientos entre miembros del mismo equipo, con el objetivo de ganar un 5% de bonificación para su porcentaje de victorias, dicho 5% lo tendrá que descontar de otro atleta de su mismo género dentro de su propio equipo, se juega entre el género que se encuentra en peligro de eliminación en esa semana. Dicho descuento solo se realiza para el equipo que vaya a la eliminación. 
| Semana | Programa | Ganador Rojo      | Marcador | Ganador Azul      | Marcador | Circuito     |
| ------ | -------- | ----------------- | -------- | ----------------- | -------- | ------------ |
| 1      | 3        | Diego Balleza     | 2/2      | Javi Marquez      | 2/2      | Centrifugado |
| 2      | 8        | Diego Balleza     | 1/2      | Ernesto Cazares   | 2/2      | Caja Negra   |
| 3      | 14       | Pato Araujo       | 1/1      | Liliana Hernández | 1/1      | Hierro       |
| 4      | 20       | Edgar Solís       | 1/1      | Javier Cortés     | 1/1      | Fuerza       |
| 6      | 32       | Mati Alvarez      | 1/1      | Giovana Villegas  | 1/1      | Centrifugado |
| 7      | 44       | Paulette Gallardo | 1/1      | Andrés Fierro     | 1/1      | City         |

### Juego por Medalla
Este juego enfrenta a los atletas de manera individual, que otorga una vida extra en los duelos de eliminación.
| Semana | Episodio | Tipo | Ganadora          | Marcador | Ganador        | Marcador | Circuito         |
| ------ | -------- | ---- | ----------------- | -------- | -------------- | -------- | ---------------- |
| 1      | 4/5      | MC   | Andrea Medina     | 01:30:32 | Pato Araujo    | 01:10:09 | Hierro           |
| 2      | 9/10     | MC   | Mati Álvarez      | 1/1      | Pato Araujo    | 1/1      | Centrifugado     |
| 3      | 15/16    | MC   | Mati Álvarez      | 00:39:44 | Javier Marquez | 01:08:09 | Contrarreloj     |
| 4      | 21/22    | MC   | Paulette Gallardo | 1/1      | Heliud Pulido  | 1/1      | Piscina Olímpica |
| 5      | 26/27    | MC   | Andrea Medina     | 1/1      | Andrés Fierro  | 1/1      | Centrifugado     |
| 6      | 33/34    | MC   | Liliana Hernández | 1/1      | Javier Cortés  | 1/1      | Contenedores     |
| 7      | 39/40    | MC   | Mati Álvarez      | 1/1      | Andrés Fierro  | 1/1      | Acuático         |
| 8      | 45/46    | MC   | Lizli Patiño      | 1/1      | Javier Marquez | 1/1      | Deshuesadero     |
| 9      | 51/52    | MC   | Paulette Gallardo | 1/1      | Javier Marquez | 1/1      | Hierro           |
| 10     | 57/58    | MC   | Andrea Medina     | 1/1      | Andrés Fierro  | 1/1      | Piscina Olímpica |
| 11     | 63       | MC   | Andrea Medina     | 2/2      | Pato Araujo    | 2/2      | Velocidad        |
| 12     | 69/70    | MC   | Paulette Gallardo | 1/2      | Andrés Fierro  | 2/2      | Centrifugado     |
| 13     | 75/76    | MC   | Mati Alvarez      | 2/2      | Javier Marquez | 1/2      | Velocidad        |
| 14     | 81/82    | MC   | Mati Alvarez      | 2/2      | Heliud Pulido  | 1/2      | Hierro           |
| 15     | 86/87    | MC   | Mati Alvarez      | 2/2      | Pato Araujo    | 1/2      | Velocidad        |
| 15     | 88       | SM   | Mati Alvarez      | 0/2      | Heliud Pulido  | 2/2      | Hierro           |
| 16     | 93       | MC   | -                 | -        | David Juárez   | 2/2      | Lodo             |
| 16     | 94       | SM   | Paulette Gallardo | 0/2      | Andrés Fierro  | 2/2      | Velocidad        |
| 17     | 99       | MC   | -                 | -        | Daniel Corral  | 2/2      | Fuerza           |
| 17     | 100      | SM   | Andrea Medina     | 0/2      | Andrés Fierro  | 2/2      | Contenedores     |

### Juego De Exaball
Este es un juego donde los equipos se enfrentan a un partido de exaball en las arenas de Exatlón con el objetivo de ganar algún beneficio  
| Programa | Equipo Ganador | Equipo Perdedor | Marcador | Recompensa      |
| -------- | -------------- | --------------- | -------- | --------------- |
| 19       | Azules         | Rojos           | 2 - 1    | 5000 Exa-Points |
| 25       | Rojos          | Azules          | 2 - 1    | 5000 Exa-Points |
| 31       | Rojos          | Azules          | 2 - 0    | 5000 Exa-Points |
| 49       | Rojos          | Azules          | 2 - 0    | 5000 Exa-Points |
| 62       | Rojos          | Azules          | 2 - 1    | 5000 Exa-Points |

### Supervivencia
Este es un juego que se realiza una vez por semana en el cual los dos equipos luchan por la inmunidad que le permite al equipo ganador mantenerse completo al menos una semana más, mientras que el equipo perdedor debe ir al duelo de eliminación, y ahí uno de sus integrantes debe abandonar la competencia. En un principio cada semana un competidor debía ser eliminado (salvo algunas excepciones).
| 1  | 5   | Rojos  | 10 - 5 | Ernesto   | Javier C. | -         | -         | -      |
| 1  | 6   | Rojos  | 10 - 7 | Ernesto   | Javier C. | -         | -         | -      |
| 2  | 11  | Rojos  | 10 - 9 | Javier C. | Jawy      | Ernesto   | Ernesto   | -      |
| 2  | 12  | Rojos  | 10 - 6 | Javier C. | Jawy      | Ernesto   | Ernesto   | -      |
| 3  | 17  | Rojos  | 10 - 6 | Giovana   | Mireya    | Macky     | Mireya    | -      |
| 3  | 18  | Rojos  | 10 - 5 | Giovana   | Mireya    | Macky     | Mireya    | -      |
| 4  | 23  | Rojos  | 10 - 6 | Jawy      | Diego     | Javi C.   | Diego     | -      |
| 4  | 24  | Azules | 10 - 5 | Jawy      | Diego     | Javi C.   | Diego     | -      |
| 4  | 24  | Rojos  | 3 - 0  | Jawy      | Diego     | Javi C.   | Diego     | -      |
| 5  | 29  | Rojos  | 10 - 6 | Jawy      | Javier C. | Javier M. | Jawy      | Nataly |
| 5  | 30  | Rojos  | 10 - 6 | Jawy      | Javier C. | Javier M. | Jawy      | Nataly |
| 6  | 35  | Rojos  | 10 - 5 | Giovana   | Lizli     | Macky     | Giovana   | -      |
| 6  | 36  | Rojos  | 10 - 8 | Giovana   | Lizli     | Macky     | Giovana   | -      |
| 8  | 47  | Azules | 10 - 2 | Daniela   | Ana       | Paulette  | Daniela   | -      |
| 8  | 48  | Azules | 10 - 5 | Daniela   | Ana       | Paulette  | Daniela   | -      |
| 9  | 53  | Rojos  | 10 - 9 | Javier C. | Heber     | Edgar     | Edgar     | -      |
| 9  | 54  | Azules | 10 - 7 | Javier C. | Heber     | Edgar     | Edgar     | -      |
| 9  | 54  | Azules | 3 - 2  | Javier C. | Heber     | Edgar     | Edgar     | -      |
| 10 | 59  | Rojos  | 10 - 3 | Gloria    | Ana       | Paulette  | Gloria    | Lizli  |
| 10 | 60  | Azules | 10 - 2 | Gloria    | Ana       | Paulette  | Gloria    | Lizli  |
| 10 | 60  | Azules | 3 - 1  | Gloria    | Ana       | Paulette  | Gloria    | Lizli  |
| 11 | 65  | Rojos  | 10 - 2 | Nano      | Heber     | Daniel    | Nano      | -      |
| 11 | 66  | Azules | 10 - 8 | Nano      | Heber     | Daniel    | Nano      | -      |
| 11 | 66  | Azules | 3 - 2  | Nano      | Heber     | Daniel    | Nano      | -      |
| 12 | 71  | Rojos  | 10 - 6 | Javier C. | Heber     | -         | Heber     | -      |
| 12 | 72  | Azules | 10 - 7 | Javier C. | Heber     | -         | Heber     | -      |
| 13 | 77  | Rojos  | 10 - 6 | Javier C. | David     | -         | Javier C. | -      |
| 13 | 78  | Rojos  | 10 - 5 | Javier C. | David     | -         | Javier C. | -      |
| 14 | 83  | Rojos  | 10 - 5 | Macky     | Ana       | -         | Ana       | -      |
| 14 | 84  | Azules | 10 - 7 | Macky     | Ana       | -         | Ana       | -      |
| 15 | 89  | Rojos  | 10 - 9 | Macky     | Liliana   | -         | Macky     | -      |
| 15 | 90  | Rojos  | 10 - 9 | Macky     | Liliana   | -         | Macky     | -      |
| 16 | 95  | Rojos  | 10 - 4 | David     | Javier M. | -         | David     | -      |
| 16 | 96  | Rojos  | 10 - 6 | David     | Javier M. | -         | David     | -      |
| 17 | 101 | Rojos  | 10 - 7 | Javier M. | Daniel    | -         | Daniel    | -      |
| 17 | 102 | Azules | 10 - 2 | Javier M. | Daniel    | -         | Daniel    | -      |

## Etapa Individual

### Juegos de Blindaje Etapa Individual
Aquellos atletas que lograron llegar a este punto de la competencia se enfrentarán entre sí para lograr ganar el blindaje en los diferentes circuitos en los que se juegue, aquellas 4 personas (2 hombres y 2 mujeres) que no consigan ganar ninguno de las blindajes jugados tendrán que ir directo al circuito de eliminación.
| 18.1 | 103/104 | Mujeres | Mati Alvarez      | 1/3 | Circo | Liliana Hernández | 1/4 | Deshuesadero | Paulette Gallardo | Andrea Medina  | Andrea Medina     |
| 18.1 | 103/104 | Hombres | Andrés Fierro     | 1/3 | Circo | Pato Araujo       | 1/4 | Deshuesadero | Heliud Pulido     | Javier Márquez | Javier Márquez    |
| 18.2 | 107     | Mujeres | Liliana Hernández | 2/4 | Lodo  | -                 | -   | -            | Paulette Gallardo | Mati Alvarez   | Paulette Gallardo |
| 18.2 | 107     | Hombres | Andrés Fierro     | 2/4 | Lodo  | -                 | -   | -            | Heliud Pulido     | Pato Araujo    | Heliud Pulido     |

## Gran Final
La gran final consistió en que uno de los 2 finalistas tenía que ganar 2 de los 3 circuitos disponibles. Cada circuito era ganado cuando un atleta le conseguía 3 puntos. 
| Final Mujeres | Final Mujeres     | Final Mujeres   | Final Mujeres   | Final Mujeres    | Final Mujeres    | Final Mujeres |
| ------------- | ----------------- | --------------- | --------------- | ---------------- | ---------------- | ------------- |
| Semana        | Finalistas        | Primer Circuito | Primer Circuito | Segundo Circuito | Segundo Circuito | Resultado     |
| Semana        | Finalistas        | Contenedores    | Contenedores    | Acuático         | Acuático         | Resultado     |
| Semana        | Finalistas        | Puntos          | Global          | Puntos           | Global           | Resultado     |
| 18            | Liliana Hernández | 1               | 0               | 1                | 0                | Mati Álvarez  |
| 18            | Mati Álvarez      | 3               | 1               | 3                | 2                | Mati Álvarez  |

| Final Hombres | Final Hombres | Final Hombres   | Final Hombres   | Final Hombres    | Final Hombres    | Final Hombres   | Final Hombres   | Final Hombres |
| ------------- | ------------- | --------------- | --------------- | ---------------- | ---------------- | --------------- | --------------- | ------------- |
| Semana        | Finalistas    | Primer Circuito | Primer Circuito | Segundo Circuito | Segundo Circuito | Tercer Circuito | Tercer Circuito | Resultado     |
| Semana        | Finalistas    | Acuático        | Acuático        | Centrifugado     | Centrifugado     | Submarino       | Submarino       | Resultado     |
| Semana        | Finalistas    | Puntos          | Global          | Puntos           | Global           | Puntos          | Global          | Resultado     |
| 17            | Andrés Fierro | 3               | 1               | 0                | 1                | 0               | 1               | Pato Araujo   |
| 17            | Pato Araujo   | 1               | 0               | 3                | 1                | 3               | 2               | Pato Araujo   |

## Duelos Internacionales
Este es un juego en donde Famosos y Contendientes se juntan para formar el equipo de Estados Unidos y enfrentar así a rivales de otros Exatlón en el mundo. 
| Programa | Equipo Ganador | Equipo Perdedor | Marcador | Circuito |
| -------- | -------------- | --------------- | -------- | -------- |
| 28       | Estados Unidos | México          | 10 - 3   | Pixelado |

## Eliminación

### Duelo de Eliminación
| Etapa de Equipos |               |               |               |               |           |                 |
| Semana           | Sentenciado 1 | Sentenciado 2 | Sentenciado 3 | Marcador      | Eliminado | Circuito        |
| 1                | Ernesto       | Javier C.     | -             | 1 - 0         | -         | Deshuesadero    |
| 2                | Javier C.     | Jawy          | Ernesto       | 3 - 1 - 0     | Ernesto   | City            |
| 3                | Giovana       | Mireya        | Macky         | 1 - 0 - 2     | Mireya    | Centrifugado    |
| 4                | Jawy          | Diego         | Javi C        | 1 - 0 - (3/3) | Diego     | City            |
| 5                | Jawy          | Javi C.       | Javi M.       | 0 - 1 - 2     | Jawy      | Deshuesadero    |
| 6                | Giovana       | Lizli         | Macky         | 0 - 2 - 4     | Giovana   | City            |
| 8                | Daniela       | Ana           | Paulette      | 0 - 3 - 2     | Daniela   | Contenedores    |
| 9                | Javier C.     | Heber         | Edgar         | 2 - (3/3) - 0 | Edgar     | City            |
| 10               | Gloria        | Ana           | Paulette      | 0 - 2 - 4     | Gloria    | Centrifugado    |
| 11               | Nano          | Heber         | Daniel        | 0 - 5 - (2/3) | Nano      | Contenedores    |
| 12               | Javier C.     | Heber         | -             | 4 - 0         | Heber     | City            |
| 13               | Javier C.     | David         | -             | 0 - 3         | Javier C. | Caja de Pandora |
| 14               | Macky         | Ana           | -             | 1 - 0         | Ana       | Contenedores    |
| 15               | Macky         | Liliana       | -             | 4 - 3         | Macky     | Caja de Pandora |
| 16               | David         | Javier M.     | -             | 0 - 1         | David     | City            |
| 17               | Javier M.     | Daniel        | -             | 3 - 0         | Daniel    | Submarino       |

### Eliminación Etapa Individual
En estas eliminación se enfrentarán entre sí aquellos 2 atletas hombres y 2 atletas mujeres que no lograron ganar ninguno de los juegos por la inmunidad, enfrentándose así a un circuito de eliminación para ver quien abandona Exatlón México.
| Etapa Individual | Etapa Individual  | Etapa Individual | Etapa Individual | Etapa Individual  | Etapa Individual |
| Semana           | Sentenciado 1     | Sentenciado 2    | Marcador         | Eliminado         | Circuito         |
| ---------------- | ----------------- | ---------------- | ---------------- | ----------------- | ---------------- |
| 18.1             | Paulette Gallardo | Andrea Medina    | 4 - 0            | Andrea Medina     | City             |
| 18.1             | Heliud Pulido     | Javier Márquez   | 1 - 0            | Javier Márquez    | Contenedores     |
| 18.2             | Paulette Gallardo | Mati Alvarez     | 0 - 2            | Paulette Gallardo | Mina             |
| 18.2             | Heliud Pulido     | Pato Araujo      | 0 - 1            | Heliud Pulido     | Mina             |

## Duelos de Relevos

### Duelos de Relevos
Estos duelos suceden cuando los equipos están 9 - 9 o 6 - 6 para definir el ganador del circuito. Lanzadores aparecen en Negrita
| Programa | Ganadores       | Perdedores      | Circuito         |
| -------- | --------------- | --------------- | ---------------- |
| 11       | Pato/Ana        | Andrea/Ernesto  | Submarino        |
| 13       | Andrés/Liliana  | Heliud/Nataly   | Fuerza           |
| 11       | Mati/Heliud     | Javi M./Andrea  | Piscina Olímpica |
| 22       | Andrés/Macky    | Mati/Heliud     | Post - Apocolyps |
| 23       | Heliud/Ana      | Andrés/Macky    | Acuático         |
| 31       | Mati/Heliud     | Andrea/David    | Piscina Olímpica |
| 37       | Heliud/Ana      | Andrés/Macky    | Pixelado         |
| 50       | Mati/Daniel     | Lizli/Andres    | Mina             |
| 53       | Pato/Ana        | Liliana/Andres  | Circo            |
| 54       | David/Macky     | Mati/Daniel     | Lodo             |
| 55       | Andrea/Andrés   | Mati/Daniel     | Submarino        |
| 57       | Pato/Ana        | Javi M./Macky   | Circo            |
| 66       | Andrea/David    | Paulette/Heliud | Fuerza           |
| 79       | Mati/Heliud     | Andrea/Andres   | Deshuesadero     |
| 80       | Mati/Daniel     | Andres/Andrea   | Mina             |
| 81       | Andres/Andrea   | Mati/Daniel     | Contenedores     |
| 89       | Heliud/Paulette | Andrea/David    | Circo            |
| 90       | Mati/Daniel     | Andrea/Andrés   | Centrifugado     |
| 91       | Heliud/Paulette | Javi M./Andrea  | Contenedores     |
| 92       | Liliana/Andrés  | Paulette/Daniel | Hierro           |
| 94       | Pato/Mati       | Javi M./Andrea  | Submarino        |
| 98       | Andrés/Liliana  | Heliud/Paulette | Lodo             |

#### Resumen de Relevos Ganados
| Equipo | Relevos Ganados | % Victoria |
| ------ | --------------- | ---------- |
| Rojos  | 14              | 63.64%     |
| Azules | 8               | 36.36%     |

## Tabla de Eliminación

### Tabla de Eliminación
| Atletas | Atletas | Atletas           | Semana 1          | Semana 2          | Semana 3          | Semana 4          | Semana 5          | Semana 6          | Semana 7          | Semana 8    | Semana 9    | Semana 10   | Semana 11   | Semana 12   | Semana 13   | Semana 14 | Semana 15   | Semana 16   | Semana 17   | Semana 18   | Semana 18     | Gran Final  |
| ------- | ------- | ----------------- | ----------------- | ----------------- | ----------------- | ----------------- | ----------------- | ----------------- | ----------------- | ----------- | ----------- | ----------- | ----------- | ----------- | ----------- | --------- | ----------- | ----------- | ----------- | ----------- | ------------- | ----------- |
|         |         | Mati              | Gana              | Gana              | Gana              | Avanza            | Gana              | Gana              | Avanza            | Salvada     | Avanza      | Salvada     | Avanza      | Avanza      | Gana        | Salvada   | Gana        | Gana        | Avanza      | Inmune      | Gana          | Campeona    |
|         |         | Pato              | Gana              | Gana              | Gana              | Salvado           | Gana              | Gana              | Avanza            | Avanza      | Salvado     | Avanza      | Salvado     | Salvado     | Gana        | Avanza    | Gana        | Gana        | Salvado     | Gana        | Gana          | Campeón     |
|         |         | Liliana           | Avanza            | Avanza            | Salvada           | Avanza            | Avanza            | Salvada           | Avanza            | Gana        | Avanza      | Gana        | Avanza      | Avanza      | Avanza      | Salvada   | Sentenciada | Avanza      | Avanza      | Gana        | Inmune        | Subcampeona |
|         |         | Andrés            | Salvado           | Salvado           | Avanza            | Salvado           | Salvado           | Avanza            | Avanza            | Gana        | Salvado     | Gana        | Salvado     | Salvado     | Salvado     | Avanza    | Avanza      | Salvado     | Salvado     | Inmune      | Inmune        | Subcampeón  |
|         |         | Heliud            | Gana              | Gana              | Gana              | Salvado           | Gana              | Gana              | Avanza            | Avanza      | Salvado     | Avanza      | Salvado     | Salvado     | Gana        | Avanza    | Gana        | Gana        | Salvado     | Sentenciado | Semifinalista |             |
|         |         | Paulette          | Gana              | Gana              | Gana              | Avanza            | Gana              | Gana              | Avanza            | Sentenciada | Avanza      | Sentenciada | Avanza      | Avanza      | Gana        | Salvada   | Gana        | Gana        | Avanza      | Sentenciada | Semifinalista |             |
|         |         | Javi M.           | Salvado           | Salvado           | Avanza            | Salvado           | Sentenciado       | Avanza            | Avanza            | Gana        | Salvado     | Gana        | Salvado     | Salvado     | Salvado     | Avanza    | Avanza      | Sentenciado | Sentenciado | Eliminado   |               |             |
|         |         | Andrea            | Avanza            | Avanza            | Salvada           | Avanza            | Avanza            | Salvada           | Avanza            | Gana        | Avanza      | Gana        | Avanza      | Avanza      | Avanza      | Salvada   | Salvada     | Avanza      | Avanza      | Eliminada   |               |             |
|         |         | Daniel            | Gana              | Gana              | Gana              | Salvado           | Gana              | Gana              | Avanza            | Avanza      | Salvado     | Avanza      | Sentenciado | Salvado     | Gana        | Avanza    | Gana        | Gana        | Eliminado   |             |               |             |
|         | David   | Sin Participación | Sin Participación | Sin Participación | Ingresa           | Salvado           | Avanza            | Avanza            | Gana              | Salvado     | Gana        | Salvado     | Salvado     | Sentenciado | Avanza      | Avanza    | Eliminado   |             |             |             |               |             |
|         | Macky   | Avanza            | Avanza            | Sentenciada       | Avanza            | Avanza            | Sentenciada       | Avanza            | Gana              | Avanza      | Gana        | Avanza      | Avanza      | Avanza      | Sentenciada | Eliminada |             |             |             |             |               |             |
|         | Ana     | Gana              | Gana              | Gana              | Avanza            | Gana              | Gana              | Avanza            | Sentenciada       | Avanza      | Sentenciada | Avanza      | Avanza      | Gana        | Eliminada   |           |             |             |             |             |               |             |
|         | Javi C. | Sentenciado       | Sentenciado       | Avanza            | Sentenciado       | Sentenciado       | Avanza            | Avanza            | Gana              | Sentenciado | Gana        | Salvado     | Sentenciado | Eliminado   |             |           |             |             |             |             |               |             |
|         | Heber   | Sin Participación | Sin Participación | Sin Participación | Sin Participación | Sin Participación | Gana              | Avanza            | Avanza            | Sentenciado | Avanza      | Sentenciado | Eliminado   |             |             |           |             |             |             |             |               |             |
|         | Nano    | Sin Participación | Sin Participación | Sin Participación | Sin Participación | Sin Participación | Sin Participación | Sin Participación | Sin Participación | Ingresa     | Gana        | Eliminado   |             |             |             |           |             |             |             |             |               |             |
|         | Gloria  | Sin Participación | Sin Participación | Sin Participación | Sin Participación | Sin Participación | Sin Participación | Sin Participación | Sin Participación | Ingresa     | Eliminada   |             |             |             |             |           |             |             |             |             |               |             |
|         | Lizli   | Sin Participación | Sin Participación | Sin Participación | Sin Participación | Ingresa           | Sentenciada       | Avanza            | Gana              | Avanza      | Lesionada   |             |             |             |             |           |             |             |             |             |               |             |
|         | Edgar   | Gana              | Gana              | Gana              | Salvado           | Gana              | Gana              | Avanza            | Avanza            | Eliminado   |             |             |             |             |             |           |             |             |             |             |               |             |
|         | Daniela | Sin Participación | Sin Participación | Sin Participación | Sin Participación | Sin Participación | Sin Participación | Ingresa           | Eliminada         |             |             |             |             |             |             |           |             |             |             |             |               |             |
|         | Diana   | Gana              | Gana              | Gana              | Avanza            | Gana              | Gana              | Lesionada         |                   |             |             |             |             |             |             |           |             |             |             |             |               |             |
|         | Giovana | Avanza            | Avanza            | Sentenciada       | Avanza            | Avanza            | Eliminada         |                   |                   |             |             |             |             |             |             |           |             |             |             |             |               |             |
|         | Jawy    | Salvado           | Sentenciado       | Avanza            | Sentenciado       | Eliminado         |                   |                   |                   |             |             |             |             |             |             |           |             |             |             |             |               |             |
|         | Nataly  | Gana              | Gana              | Gana              | Avanza            | Abandona          |                   |                   |                   |             |             |             |             |             |             |           |             |             |             |             |               |             |
|         | Diego   | Gana              | Gana              | Gana              | Eliminado         |                   |                   |                   |                   |             |             |             |             |             |             |           |             |             |             |             |               |             |
|         | Mireya  | Avanza            | Avanza            | Eliminada         |                   |                   |                   |                   |                   |             |             |             |             |             |             |           |             |             |             |             |               |             |
|         | Ernesto | Sentenciado       | Eliminado         |                   |                   |                   |                   |                   |                   |             |             |             |             |             |             |           |             |             |             |             |               |             |